# Sainte-Souline
Sainte-Souline è un comune francese di 129 abitanti situato nel dipartimento della Charente, nella regione della Nuova Aquitania.

## Società

### Evoluzione demografica
Abitanti censiti